# Одольская, Марина Константиновна
Марина Константиновна Одольская (в замужестве Иванова; род. 25 ноября 1975 года в Каменце-Подольском) — украинская певица. Заслуженная артистка Украины (2004).

## Биография
Родилась 25 ноября 1975 года в Каменце-Подольском. Училась в средней школе № 1. Пела в хоре «Журавлик» под руководством Ивана Нетечи. В 1994 году окончила Каменец-Подольское училище культуры. В том же году родила сына Никиту. В 1997 году появился клип «Твой самолёт». Подписала контракт с «Территорией А».
В 2000 году вступила в брак с певцом Сергеем Манеком. В 2002 году увидел свет их совместный альбом «Дуэт. Ком. Юэй». В 2005 году у них родилась дочь Люба. В 2005 году вместе с Манеком сняли фильм «Диалог» о том, как избежать развода, по мотивам собственной супружеской жизни, весьма сложной и противоречивой. В 2006 году записали альбом христианских песен «Начало».
В 2011 году рассталась с Манеком из-за алкогольной зависимости последнего и вступила в брак со звукорежиссёром Евгением Ивановым, взяв его фамилию. В 2013 году у Марины и Евгения родился сын Лев. В октябре 2016 года родила сына Андрея.

## Достижения
В мае 1995 года Одольская заняла первое место в номинации «поп-музыка» на Всеукраинском конкурсе «Червона рута» (Севастополь). В 1996 году получила специальный приз на международном конкурсе «Голос Азии» (Алматы) и второе место в номинации «поп-музыка» на втором Всеукраинском фестивале современной песни «Жемчужины сезона» (Киев, 13—17 ноября).
В 1997 году получила гран-при «Мелодии-96» (Львов, 3—5 января). В следующем году — Гран-при песенного фестиваля имени Владимира Ивасюка (Черновцы, 28 сентября — 4 октября) и гран-при международного конкурса молодых исполнителей «Золотой Скиф» (Донецк). Многократная победительница телевизионного фестиваля «Шлягер года».